# اینسکیپ (کالیفرنیا)
اینسکیپ، کالیفرنیا (به انگلیسی: Inskip) یک محدوده ثبت‌نشده در ایالات متحده آمریکا است که در ایالت شهرستان بیوت، کالیفرنیا واقع شده‌است. اینسکیپ ۱٬۴۵۶ متر بالاتر از سطح دریا واقع شده‌است.